# Гнединцы
Гне́динцы (укр. Гнідинці) — село в центральной части Варвинского района Черниговской области Украины.

## География
Село расположено на реке Варва и её притоке Рудке, в 8 км от районного центра Варвы.

## История
Село возникло во второй половине XVII века и до 1709 года относилось к Варвинской сотне, когда перешло во владение рода Тарновских.
Есть на карте 1787 года.
В 1862 году во владельческом и козачем селе Гнединцы были церковь, 2 завода и 295 дворов где проживало 1713 человек (819 мужского и 894 женского пола)
В 1911 году в селе Гнединцы проживало 3774 человек (1887 мужского и 1887 женского пола) была Троицкая церковь , земская и церковно-приходская школы.
В 1905 году в селе прошли волнения среди крестьян, в организации которых приняли активное участие Н. Н. Коробка, Д. Т. Рубан.

## Инфраструктура
В селе расположен крупнейший в области газоперерабатывающий завод — Гнединский ГПЗ.
В селе действует три сельскохозяйственных предприятия.

## Известные уроженцы
- Грищенко, Степан Степанович — украинский тенор, народный артист УССР (1978 год).